# Erebia maurisius
Erebia maurisius är en fjärilsart som beskrevs av Eugen Johann Christoph Esper 1800. Erebia maurisius ingår i släktet Erebia och familjen praktfjärilar. Inga underarter finns listade i Catalogue of Life.